# Moult-Chicheboville
Moult-Chicheboville è un comune francese di nuova costituzione in Normandia, dipartimento del Calvados, arrondissement di Caen. Il 1º gennaio 2017 è stato creato accorpando i comuni di Moult e Chicheboville.